# Нижняя Мельница (Тамбовская область)
Нижняя Мельница — упразднённый посёлок в Мичуринском районе Тамбовской области России. На момент упразднения входил в состав Жидиловского сельсовета. В период между 2008 и 2010 годами исключен из учётных данных.

## География
Посёлок находился в северо-западной части Тамбовской области, в лесостепной зоне, в пределах Окско-Донской низменной равнины, на левом берегу реки Иловай, в 8 км (по прямой) юго-западу от села Жидиловка.

### Климат
Климат умеренно континентальный, с холодной продолжительной зимой и тёплым летом. Средняя температура воздуха самого холодного месяца (января) — −10,5 °C (абсолютный минимум — −39 °C); самого тёплого месяца (июля) — 20 °C (абсолютный максимум — 38 °С). Безморозный период длится в среднем 136 дней. Среднегодовое количество атмосферных осадков составляет 550 мм, из которых 366 мм выпадает в период с апреля по октябрь.

## Население
| 1989 | 2002 | 2008 |
| ---- | ---- | ---- |
| 4    | ↘3   | ↘2   |

### Национальный состав
Согласно результатам переписи 2002 года, в национальной структуре населения русские составляли 100 %.